# Benno Fiala von Fernbrugg
Benno Anton Josef Maria Fiala Ritter von Fernbrugg (Bécs, 1890. június 16. – Bécs, 1964. október 29.) az Osztrák–Magyar Monarchia harmadik legeredményesebb, 28 légi győzelmet arató vadászpilótája volt az első világháborúban. 

## Élete
Benno Fiala von Fernbrugg 1890. június 16-án született Bécsben, nemesi családban. Apja Anton Fiala táborszernagy volt. A középiskola után a bécsi Műszaki Egyetemen tanult tovább, majd 1910-ben, tanulmányait megszakítva egyéves önkéntes szolgálatra jelentkezett a hadseregnél. Az 1. vártüzérezrednél szolgált, 1912 január 1-én tartalékos hadapródi kinevezést kapott. 

### Az első világháború
Bátyja (Otto Fiala fregatthadnagy, aki a haditengerészeti repülők közé tartozott) hatására kérte áthelyezését a Légjárócsapatokhoz és miután elvégezte a megfigyelőtiszti tanfolyamot 1914. július 27-én, egy nappal a Szerbiának adott hadüzenet előtt, az 1. repülőszázadhoz irányították. Egységét a keleti frontra küldték és augusztusban Fiala elkísérte azt a vasúti szerelvényt, amely a repülőgépeket és ellátmányt az arcvonalhoz szállította. Csortkiv közelében a fronton áttörő orosz katonák megtámadták a vonatot és megsebesítették a mozdonyvezetőt. Fiala a géppuskatűz ellenére előrerohant és újra elindította a szerelvényt, amely végül sikeresen célba ért. Bátorságáért októberben soron kívül tartalékos hadnaggyá léptették elő. Kidolgozta a repülőgépek rádiós összeköttetését, amely lehetővé tette a tüzérségi tűz pontos vezetését. A technikai megoldás hátránya az volt, hogy a harminc kilós rádióadó mellett a repülőgépek géppuskát már nem bírtak el. Decemberben újításainak tesztelésére visszavonták a fischamendi kísérleti repülőtelepre és 1915 január végén került vissza a frontra. 1915. június 6-án és 13-án két orosz repülőgép lelövését jelentette, de győzelmeit nem sikerült igazolni. 
1916 januárjában áthelyezték az olasz frontra, az Adolf Heyrowsky parancsnoksága alatt lévő 19. repülőszázadhoz, egy héttel később pedig előléptették tartalékos főhadnaggyá. Első igazolt légi győzelmét április 29-én érte el Ludwig Hautzmayer pilóta megfigyelőjeként. Május 4-én Merna légterében Heyrowsky társaságában sikerült felgyújtani egy M.4-es olasz léghajót. 1916 júliusában egy bombázóbevetés során egy légvédelmi szilánk végigszakította a jobb karját és hónapokra kórházba került. Felgyógyulása után, 1916 októberében jelentkezett a pilótatanfolyamra. December 1-én kinevezték az 1. repülőpótszázad parancsnokává. Igazolványának megszerzése után, 1917 márciusában elkezdte a vadászpilóta-képzést is, aminek során májusban műszaki hiba miatt lezuhant és eltört a kulcscsontja.                
1917. június 23-án a 41. vadászrepülő-századhoz irányították, de alig egy hónappal később átkerült a 12. felderítőszázadhoz, ahol vadászkísérői feladatot látott el. Augusztus során rendkívül sikeres pilótának bizonyult, hét légi győzelmet aratott (ebből kettőt nem ismertek el) és bekerült az ászpilóták elit klubjába. Október 30-án átvezényelték az 56. vadászrepülő-századhoz ahol parancsnokhelyettesi (főpilótai) feladatokat látott el. Itt december 30-án lelőtt egy olasz Caproni bombázót és az annak legénységéhez tartozó Maurizio Pagliano és Luigi Gori bombázóászok életüket vesztették. 
1918. január 16-án kinevezték az 51. vadászrepülő-század parancsnokává. Egységéhez számos kiváló, számos légi győzelmet arató pilóta tartozott, többek között Fejes István, Tahy Sándor, Eugen Bönsch, Franz Rudorfer és Ludwig Hautzmayer. Legsikeresebbnek mégis Fiala bizonyult, január és szeptember között húsz ellenséges repülőgépet, illetve megfigyelőballont lőtt le, amiből 18-at hivatalosan is igazoltak. 1918. május 1-én egy nap alatt négy győzelmet aratott: egy Sopwith Camel vadászt, valamivel később egy olasz SIA 7b felderítőt, majd hazafelé még két ballont is megsemmisített. Június 20-án egy jelentős légicsatát vívott, amelyben 8 osztrák-magyar vadász és 10 ellenséges bombázó és az őket kísérő 16 vadászgép vett részt. Ennek során veszteség nélkül sikerült kilőni öt olasz repülőt, háromból Fiala is kivette a részét.     
1918 szeptemberében kivonták a frontszolgálatból és áthelyezték a légierő parancsnokságára. Otto von Nidlef vezérőrnagy, légügyi főszemlélő bécsi irodájában dolgozott a háború végéig.   

### A háború után
A világháború után Fiala befejezte egyetemi tanulmányait és 1923-ban átvette mérnöki diplomáját. 1925-ben átköltözött Németországba és a Junkers repülőgépgyártó cég fürthi karbantartóüzemét vezette. Még ugyanebben az évben megbízták a varsói Polska Linia Lotnicza Aeroflot légitársaság irányításával. 1928-1929 során Japánban a Junkers megbízásából a Mitsubishinél volt szakértő. 1933. március 23-án a cég erőszakos államosítása során Hugo Junkers cégvezetővel együtt a Gestapo letartóztatta, majd kiutasították őket Németországból. Fiala Ausztriában Julius Arigivel közösen a bécsújhelyi repülőteret üzemeltette. A második világháborúban a Luftwaffe századosaként a hörschingi katonai repülőtér parancsnoka volt. A háború után az asperni Moewe Werft vállalat alkalmazta főmérnökként. 
Benno Fiala von Fernbrugg 1964. október 29-én halt meg Bécsben, 74 éves korában. Három évvel később róla nevezték el az osztrák légierő Aigen im Ennstal-i helikopterbázisát.

## Kitüntetései
- Lipót Rend lovagkeresztje hadidíszítménnyel, kardokkal
- Vaskoronarend III. osztály a hadidíszítménnyel és kardokkal
- Katonai Érdemkereszt III. osztály hadidíszítménnyel és kardokkal
- Ezüst Katonai Érdemérem hadiszalagon, kardokkal (kétszer)
- Bronz Katonai Érdemérem hadiszalagon, kardokkal
- Károly Csapatkereszt
- Vaskereszt II. osztály (Németország)

## Légi győzelmei
| Sorszám | Dátum               | Beosztási hely      | Repülőgép             | Ellenfél       |
| ------- | ------------------- | ------------------- | --------------------- | -------------- |
| 1.      | 1916. április 29.   | 19. repülőszázad    | Hansa-Brandenburg C.I | EA             |
| 2.      | 1916. május 4.      | 19. repülőszázad    | Hansa-Brandenburg C.I | Airship M4     |
| 3.      | 1917. augusztus 9.  | 12. felderítőszázad | Hansa-Brandenburg D.I | Nieuport Scout |
| 4.      | 1917. augusztus 10. | 12. felderítőszázad | Hansa-Brandenburg D.I | Caproni        |
| 5.      | 1917. augusztus 11. | 12. felderítőszázad | Hansa-Brandenburg D.I | SAML 2         |
| 6.      | 1917. augusztus 14. | 12. felderítőszázad | Hansa-Brandenburg D.I | Nieuport Scout |
| 7.      | 1917. augusztus 19. | 12. felderítőszázad | Hansa-Brandenburg D.I | Caproni        |
| 8.      | 1917. október 25.   | 12. felderítőszázad | Hansa-Brandenburg D.I | SPAD 1         |
| 9.      | 1917. december 30.  | 56. vadászszázad    | Albatros D.III        | Caproni        |
| 10.     | 1918. január 21.    | 51. vadászszázad    | Albatros D.III        | Sopwith Camel  |
| 11.     | 1918. március 11.   | 51. vadászszázad    | Albatros D.III        | Sopwith Camel  |
| 12.     | 1918. március 13.   | 51. vadászszázad    | Albatros D.III        | SIA 7b         |
| 13.     | 1918. március 16.   | 51. vadászszázad    | Albatros D.III        | Sopwith Camel  |
| 14.     | 1918. március 30.   | 51. vadászszázad    | Albatros D.III        | Sopwith Camel  |
| 15.     | 1918. május 1.      | 51. vadászszázad    | Albatros D.III        | Sopwith Camel  |
| 16.     | 1918. május 1.      | 51. vadászszázad    | Albatros D.III        | SIA 7b         |
| 17.     | 1918. május 1.      | 51. vadászszázad    | Albatros D.III        | Ballon         |
| 18.     | 1918. május 1.      | 51. vadászszázad    | Albatros D.III        | Ballon         |
| 19.     | 1918. május 3.      | 51. vadászszázad    | Albatros D.III        | SPAD 1         |
| 20.     | 1918. június 6.     | 51. vadászszázad    | Albatros D.III        | SPAD 1         |
| 21.     | 1918. június 6.     | 51. vadászszázad    | Albatros D.III        | Sopwith Camel  |
| 22.     | 1918. június 15.    | 51. vadászszázad    | Albatros D.III        | Ballon         |
| 23.     | 1918. június 19.    | 51. vadászszázad    | Albatros D.III        | Two-Seater     |
| 24.     | 1918. június 20.    | 51. vadászszázad    | Albatros D.III        | Scout          |
| 25.     | 1918. június 20.    | 51. vadászszázad    | Albatros D.III        | Two-Seater     |
| 26.     | 1918. június 20.    | 51. vadászszázad    | Albatros D.III        | Two-Seater     |
| 27.     | 1918. július 30.    | 51. vadászszázad    | Albatros D.III        | Scout          |
| 28.     | 1918. augusztus 20. | 51. vadászszázad    | Albatros D.III        | Ansaldo 2      |